# Château de la Forêt de Viry
Le château de la Forêt de Viry est une ancienne maison forte des XVe – XVIe siècles, remaniée au XVIIe siècle qui se dresse sur le territoire de la commune française de Liernolles, dans le département de l'Allier, en  région Auvergne-Rhône-Alpes. Il est partiellement inscrit aux  monuments historiques.

## Localisation
Le château est situé à 3 km au sud-sud-ouest de la commune de Liernolles, près de la route de Monétay-sur-Loire, dans le département français de l'Allier.

## Historique
Le château a été construit aux XVe et XVIe siècles et remanié au XVIIe siècle.
Le révolutionnaire, député à la Législative et conventionnel régicide Marc Antoine Baudot (1765-1837) y est né le 18 mars 1765, son père Jean-Marie Baudot était fermier sur le domaine.

## Description
Le château se présente sous la forme d'une enceinte quadrangulaire flanquée de tours rondes aux angles. On y accède par une tour-porte remaniée au XVIIe siècle qui devait commander un pont-levis. Deux « donjons » carrés, accolés à l'enceinte, conservent les traces d'une guette sur cul-de-lampe. La présence de ses deux « donjons » correspond peut être à une période où la maison forte avait deux co-seigneurs.

## Protection aux monuments historiques
Les façades et toitures du bâtiment principal avec ses tours, du bâtiment d'entrée et de la chapelle sont inscrits au titre des monuments historiques par arrêté du 7 décembre 1956.

## Pour approfondir